# Festival de Castrocaro
Le Festival de Musique de Castrocaro, aussi connu comme Concorso per Voci Nuove, est un concours de musique qui a lieu chaque année dans la ville de Castrocaro Terme e Terra del Sole, près de Forlì, à partir de 1957. Le concours est exclusivement réservé aux nouveaux talents, et il a eu son maximum de popularité à partir de 1962 jusqu'au début des années 1980, lorsque, sous la direction de Gianni Ravera, selon un accord avec le Festival de Musique de Sanremo les deux premiers de la compétition gagnent l'accès au Festival de Sanremo,. Parmi les chanteurs qui ont été lancées par l'événement figurent Gigliola Cinquetti, Iva Zanicchi, Zucchero Fornaciari, Fiordaliso, Caterina Caselli, Laura Pausini, Eros Ramazzotti, Franco Simone et Alice, et le groupe Collage,.